# 羅麗娟
羅麗娟（英語：Law Lai Kuen，？－1999年8月4日），香港女演員，原名羅潔濤，為廣東省東莞縣人，母親是20世紀20年代在廣州市大新公司天台演出的粵劇坤班花旦臺柱沈小佩。

## 演藝生涯
羅麗娟自16歲開始任正印花旦，跟隨馬師曾演出，羅麗娟的首本劇目有《藕斷絲連》、《甘地會西施》等，20世紀50年代末期移居美國紐約。自銀幕處女作粵語文藝片《本地狀元》（1948年12月）至息影作粵語歌唱片《哪吒大鬧天宮》（1957年8月，擔任第一女主角飾演李靖夫人），參演10多齣電影。
羅麗娟在1957年10月30日（星期三）首次返回臺灣遊覽，除臺北外，到過臺中日月潭及臺南。並在臺北「三軍託兒所」禮堂演出3晚勞軍粵劇，1957年11月16日（星期六）演《玉葵寶扇》；1957年11月17日（星期日）及1957年11月18日（星期一）演《一把存忠劍》；1957年11月20日（星期三）下午乘搭香港航空公司「子爵」式客機返回香港。羅麗娟到美國紐約後，與當地一位商人結婚，1969年6月傳出她爆血管不能走動，需要香港的兒女赴美國同居照顧她。

## 作品

### 電影
1. 粵語文藝片《本地狀元》（1948年12月4日）；
2. 粵語喜劇《夢裡西施》（1949年5月，擔任第一女主角飾演歌女李施）；
3. 粵語故事片《金葉菊》（1949年9月 ，擔任第一女主角飾演林月嬌）；
4. 粵語武俠片《李元霸》（1949年12月，擔任第一女主角飾演伍明珠）；
5. 粵語愛情文藝片《緣盡今生》（1950年9月，飾演粵劇花旦）；
6. 粵語文藝片《凌貴興三打梁天來 (上集)》（1951年11月）；
7. 粵語文藝片《凌貴興三打梁天來 (下集)》（1951年11月）；
8. 粵語歌唱片《秋墳》（1951年12月，飾演羅秀娟）；
9. 粵劇《快活神仙》（1952年2月，擔任第一女主角）；
10. 粵語歌唱片《歌唱胡不歸》（1952年7月，擔任第一女主角飾演趙蘋娘）；
11. 粵劇《光緒皇夜祭珍妃》（1952年9月，戲中戲：羅麗娟獨唱《勝利曲》）；
12. 粵語歌唱片《紫霞杯》（1955年9月，擔任第一女主角飾演張英）；
13. 粵語歌唱片《哪吒鬧東海》（1957年1月，擔任第一女主角飾演李靖夫人）；
14. 粵語歌唱片《哪吒大鬧天宮》（1957年8月，擔任第一女主角飾演李靖夫人）。

### 粵曲
1. 《阿福》：撰曲：胡文森；羅麗娟與梁醒波合唱；
2. 《一吻續前歡》：羅麗娟與黃千歲合唱；
3. 《忠義撼山河》：撰曲：胡文森；羅麗娟與靚次伯合唱；
4. 《沙三少與銀姐》：羅麗娟與石燕子合唱；
5. 《杜十娘》：羅麗娟與黃千歲、崔妙芝、少新權合唱；
6. 《明皇遊月殿》：羅麗娟與黃千歲合唱；
7. 《呆佬添丁》：羅麗娟與鄧寄塵合唱；
8. 《鄉村姑娘》: 羅麗娟梁醒波合唱。

## 徒弟
黃秀嫻，自幼喪父；母親在粵劇戲班負責看管衣箱，13歲時的黃秀嫻在1949年跟羅麗娟學了兩年戲，就參演粵劇，曾為「新艷陽劇團」演出；並曾隨何非凡的「非凡響劇團」到廣州市演出兩個月。

## 外部連結
- 香港電影資料館：羅麗娟參演電影的記錄[永久]
- 香港影庫：羅麗娟（1） （页面存档备份，存于）
- 香港影庫：羅麗娟（2） （页面存档备份，存于）